# Фалшиви новини
Фалшивите новини са вид мистификация, умишлено разпространение на неверни слухове („партенки“) или на неверни сведения устно, чрез новинарски или социални медии, с цел подвеждане на аудиторията, като авторите им получават финансови или политически облаги.
Това са новини, които са „изцяло измислени с цел да излъжат аудиторията“. Целта може да е увеличаване на посещаемостта на сайтове, гледаемостта или слушаемостта на телевизионно или радиопредаване и съответно реализиране на печалба от реклама и др. под.
Често използват привличащи погледа заглавия или изцяло измислени новинарски истории, за да се увеличи четимостта и споделянето. Печели се по подобен начин на кликбейта и се разчита на приходи от реклами, независимо от истинността на публикувана статия. Лесният достъп до приходи от реклами, увеличението на политическото напрежение и популярността на социалните медии, особено Фейсбук, са въвлечени в разпространението на фалшиви новини.

## История
Фалшивите новини не са ново явление – посочената в началото на статията карикатура от Фредерик Опер е от 1894 г., а примери за фалшиви новини има още от римско време. През 1 век пр.н.е. Октавиан Август провежда дезинформационна кампания срещу Марк Антоний, която приключва с неговото самоубийство. Редица примери от историята на фалшивите новини могат да бъдат открити в статии, посветени на темата.

## Разпознаване
Международната федерация на библиотекарските асоциации и институции (IFLA) предлага 8 начина за различаване на фалшивите новини в Интернет.
- Проверете източника на новината – кой е сайтът, ясен ли е собственикът му, публикувал ли е други фалшиви новини и т.н.
- Не се ограничавайте със заглавието – често то самото е сензационно, но информацията в статията не отговаря на него.
- Проверете автора, ако е посочен – дали е действителен или измислен; ако няма автор, това често се прави, за да се избяга от отговорност.
- Източници – проверете какви източници са цитирани в самата статия, дали заслужават доверие и дали не са използвани превратно.
- Проверете датата на публикацията – често стари новини се рециклират и пускат като нови, дори и вече да не са актуални.
- Шега ли е? – възможно е публикуваната информация да е сатира, добре е да се провери авторът. Типичен пример е Анди Боровиц от сп. „Ню Йоркър“
- Проверка за обективност – дали това, което знаете по дадена тема, не влияе върху преценката ви за него.
- Попитайте експертите – потърсете експерт по темата, за да ви каже дали информацията е вярна или не, както и дали тълкуването ѝ не е тенденциозно.

В публикувана на 25 януари 2016 г. статия „е-Вестник“ отбелязва някои от най-фрапиращите фалшиви новини в българското Интернет пространство и как могат да бъдат разпознати. В допълнение на начините за откриване на фалшивите новини в статията се посочват още няколко: „Огледайте наоколо“, „Търсете сходни новини“, „Проверете в сериозните медии“, „Съмнявайте се в снимките“ и др.

## САЩ
Темата за фалшивите новини стана особено популярна с изказванията на щатския президент Доналд Тръмп в началото на мандата му. Той използва Туитър и изказванията си пред годишната среща на консервативните републиканци, пред ЦРУ и др.п., за да обяви информацията от медиите, която не му харесва, за фалшиви новини. Тръмп често назовава 5 медии като създатели на фалшиви новини: вестник „Ню Йорк Таймс“ и телевизиите Си Ен Ен, Ен Би Си, Си Би Ес и Ей Би Си. Шепард Смит, телевизионен водещ в консервативната (и често давана от Тръмп като пример за обективна журналистика) телевизия „Фокс нюз“, използва ефира на предаването си, за да обясни на зрителите какво са фалшивите новини:
| „                           | Държа да отбележа, че фалшивите новини са истории, които се измислят, често от лица, претендиращи да са новинарски организации, предимно за да привличат кликвания и прочитания; те не са базирани на нищо съществено. Накратко, фалшивите новини са пълни глупости, които са създадени за финансова изгода. Предаванията на Си Ен Ен не са фалшиви новини. | “ |
| „Фокс нюз“, през Yahoo news | |   |

Медиите и медийните организации в САЩ и по света използват изказванията на Тръмп, за да ги разнищят и посочат грешките и неточностите в тях. Проектът PolitiFact (носител на наградата Пулицър) е създаден от в. „Тампа Бей Таймс“ (осн. 1884 г.) и е сред признатите авторитетни проверители на факти и твърдения на щатски политици. Според него твърденията и изказванията на Тръмп за 2015 г. са спечелили антинаградата „Лъжа на годината“, а общо от всички проверени негови изказвания 17 % са окачествени като откровени лъжи, 33 % – като лъжи, 20 % като по-скоро лъжи и едва 16 % като верни или по-скоро верни.
Хилъри Клинтън е главната мишена на фалшивите новини по време на президентската кампания в САЩ през 2016 г. Според проучване на Центъра за изследвания „Пю“ от декември 2016 г. 64 % възрастните американци смятат, че фалшивите новини са предизвикали объркване в представите им за случващите се събития. Освен това 23 % от отговорилите са признали, че лично са участвали в разпространението на фалшиви новини.

## По света
Според статия, публикувана от ДПА, специална работна група на ЕС е установила, че германската канцлерка Ангела Меркел е главната мишена на кампаниите с фалшиви новини в Европа. Според ДПА най-честите теми на фалшивите новини са „предстоящото разпадане на Запада, рекламирането на Русия и представянето на Украйна като агресор в конфликта между двете страни“.
В края на 2019 е разкрита мрежа от 265 сайта от 65 страни, претендиращи да са на новинарски медии, които са разпространявали заедно с новините материали, целящи да настроят общественото мнение срещу Пакистан. Според EU Disinfo Lab сайтовете се ръководят от индийска компания и целят да повлияят процесите на вземане на решения в ЕС.

## България
Както и по света, фалшивите новини в България се използват за увеличаване на посещаемостта (известно още като генериране на трафик) към публикуващите ги уеб сайтове, а също и като част от хибридната война. Сравнително лесно могат да бъдат разпознати, ако се използва таблицата, публикувана по-горе.
Красимир Гаджоков, консултант по киберсигурност в Канада, е автор на проекта „Медийно око“, който определя половината от новинарските сайтове на български език като анонимни или с недостатъчно публична информация за собствениците си.
На 4 април 2017 г. БТА публикува материал, в който са описани различните начини, предмет на настоящата статия, с които се установява коя новина е фалшива; два дни по-късно и „Клуб Z“ публикува подробна и разширена информация, посветена на същата тема. Би Ай Телевизия е излъчила поредица от предавания, посветени на темата.

### Примери
- Онлайн изданието ПИК публикува статия със сензационно заглавие „МИСТЕРИЯ! Смъртта на Виталий Чуркин тъне в загадки! Плъзна злокобна версия, че спецслужбите на САЩ са го отровили“,[21] в която манипулативно се твърди, че смъртта на бившия руския постоянен представител в ООН Виталий Чуркин е в резултат на отравяне, организирано от щатските специални служби. Статията е превод от руското издание „Правда“[22] и започва с думите „Агенция АП съобщи, позовавайки се на прессекретаря на главния медицински експерт на Ню Йорк...“. Тези думи обаче нямат връзка с по-нататъшното твърдение „В световните медии, и особено в руските, все повече се лансира версията, че Чуркин би могъл да бъде убит (отровен) от спецслужбите на САЩ.“ Бърза проверка в „световните медии“ показва, че версията, цитирана от ПИК, се среща предимно в руски издания или в такива на английски език, но цитиращи отново руския оригинал. В английската версия на новината се цитира филипинската телевизия ABS-CBN, която уж била казала, че в бъбреците на Чуркин е открита отрова.[23]. Търсене в сайта на телевизията обаче показва, че такава новина там няма.[24]
- Статията във в."Монитор" под заглавие „Дефект във фабриката за фалшиви новини“[25] съдържа твърдението, че „тенденцията, наречена фалшиви новини (fake news), е пропагандното оръжие за манипулиране на обществото, изобретено от медийните пипала на магната Джордж Сорос и употребявано в угода на интересите му по цял свят“. Статията не посочва нито един източник, не отговаря на публикуваните в сериозните западни издания изследвания на проблема, няма автор, а и е публикувана в издание, което е описано като пропагандиращо „агресивен национализъм, антисемитизъм и ксенофобия“[26] – факти, които са достатъчни, за да се категоризира новината като фалшива. – все факти, които са достатъчни, за да се категоризира като фалшива новина.
- Представителят на Европейската комисия в България Огнян Златев обяснява пред Би Ай Телевизия как може да се разпознават фалшивите новини.[27]

### Шеги, приемани като истински новини
През 2010 г. българското Министерство на външните работи отправя питане до кабинета на гръцкия премиер Папандреу по повод уж негово изказване, „цитирано“ от Бъзикилийкс. През 2012 г. измислено интервю с Умберто Еко, публикувано в същия сайт отново заблуждава хората, че е истинско.

## Противодействие
На 6 април 2017 г. „Фейсбук“ обявява, че пуска инструмент за откриване на фалшиви новини.
На 7 април 2017 г. „Гугъл“ съобщава, че вече ще информира в резултатите от търсенето за това дали получените резултати не включват фалшиви новини.
Във Фейсбук бе създадена страница „Чист интернет“, в която се разкриват автори или разпространители на фалшиви новини.
От март 2019 г. в Русия действа наказание за разпространение на неистински обществено значима информация.
Откриване и противодействие на фалшивите новини и дезинформацията..
Инструмент за разпознаване на фалшивите новни с ръководство за борба с тях. 